# Heilige Öle

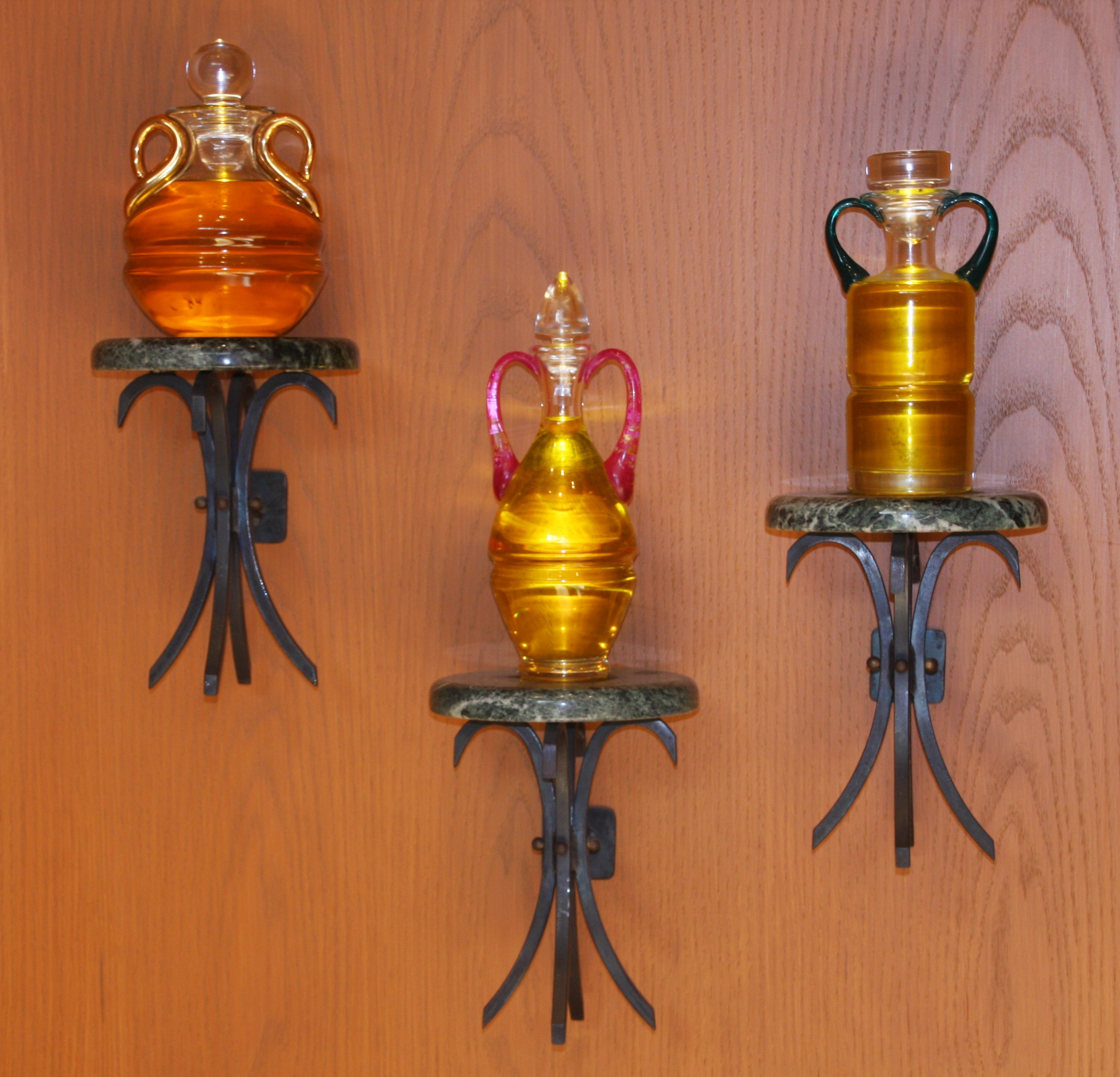
Gefäße zur Ausstellung von Chrisam, Katechumenen- und Krankenöl im Baptisterium, katholische Kirche St. Johannes Evangelist, Rochester, Minnesota, USA

Gefäße für die heiligen Öle

Die heiligen Öle sind Salböle, die in der römisch-katholischen, der altkatholischen und den ostkirchlichen Liturgien geweiht und zur Salbung verwendet werden.

## Arten und Verwendung
Drei verschiedene Öle werden in der Liturgie der katholischen Kirche bei der Feier bestimmter Sakramente und Sakramentalien verwendet: 
- Chrisam (ostkirchlich: Myron), auch Sanctum Chrisma genannt, wohlriechend und besonders wertvoll, wird bei der Firmung, daneben auch bei der Taufe und der Priesterweihe sowie bei der Altar- und Kirchweihe, regional auch bei der   Glockensegnung verwendet. Es ist eine Mischung aus Olivenöl und Duftstoffen, meist Balsam. Die Aufbewahrungsgefäße sind bezeichnet mit „S. C.“, „S. CHR.“ oder einfach nur „CHR“ bzw. „S“.
- Katechumenenöl, auch Oleum Catechumenorum genannt, zur Salbung eines Taufbewerbers (Katechumene) während seines Katechumenats bzw. eines Täuflings vor der Taufe. Die Aufbewahrungsgefäße sind bezeichnet mit „O. C.“, „O. CAT.“ oder einfach nur „CAT“ bzw. „C“.
- Krankenöl, auch Oleum Infirmorum genannt. Das Öl für die Geschwächten wird zur Salbung von Kranken bei der Krankensalbung verwendet. Die Aufbewahrungsgefäße sind bezeichnet mit „O. I.“, „O. INF.“ oder einfach nur „INF“ bzw. „I“.

Für das Katechumenenöl und das Krankenöl wird in der Regel reines Olivenöl als Grundsubstanz verwendet. Nach dem Ordo benedicendi oleum catechumenorum et infirmorum et conficiende chrisma im Pontifikale IV können in bestimmten Fällen auch andere pflanzliche Öle verwendet werden. Mindestens dem Chrisam werden Duftöle (z. B. Balsam oder Rosenöl) beigemischt, manchmal auch dem Krankenöl (z. B. Zirbelkiefernöl) und dem Katechumenenöl (z. B. Grapefruit).
In der Regel werden die Öle gemeinsam in einer Dose, einem Koffer oder ähnlichem in der Sakristei aufbewahrt. Mancherorts werden sie auch in der Nähe der Taufstelle sichtbar ausgestellt. Ein Teil des Krankenöls wird in einer eigenen Dose oder Ampulle bei der so genannten Versehgarnitur zusammen mit violetter bzw. weißer Stola, Stehkreuz, zwei Kerzen, einer Pyxis (Hostiendose, Versehpatene) zur Aufnahme der konsekrierten Hostie für die Krankenkommunion und Aspergill aufbewahrt, um alles Notwendige für die Spendung der Krankensakramente (Krankensalbung, Sterbekommunion, Bußsakrament, ggf. mit Ablass in der Todesstunde) mit zum Kranken nehmen zu können.

## Geschichte
Schon in der Antike diente Öl als Nahrung, Medizin und Kosmetikum. Es gehört neben Brot, Wein und Wasser zu den Grundsubstanzen der christlichen Liturgie. Salbungen mit Öl sind bereits in biblischer Zeit bezeugt. Auch heute noch finden Salbungen bei der Spendung einiger Sakramente und Sakramentalien der Kirche statt. Die Gläubigen sollen durch die Salbung, insbesondere mit Chrisam (Myron), daran erinnert werden, dass sie zu Christus gehören, der gesalbt ist zum König und Propheten. Messias beziehungsweise Christus bedeutet der Gesalbte.

## Weihe und Verteilung
Gewöhnlich in den Kathedralkirchen werden jedes Jahr am Gründonnerstag (oder einem ihm vorausgehenden, osternahen Tag) in der Chrisammesse die heiligen Öle gesegnet, der Chrisma geweiht. Die Öle werden hierfür in große Kannen gefüllt. Wo Tücher zum Schmuck oder zur Verhüllung benutzt werden, sind sie traditionell in den Farben weiß (Chrisam), grün (Katechumenenöl) und violett (Krankenöl) gehalten. Nach der Feier werden die Öle an die Kirchen in der Diözese verteilt. 
Die Öle werden für den liturgischen Gebrauch meist in kleinere Gefäße umgefüllt. Je nach Verwendung variieren diese Ölgefäße in Größe und Ausführung. Echtes Silber, versilbertes Messing oder Kupfer, aber auch Zinn kommen zur Anwendung. Oft haben die Ölgefäße einen Deckel mit Schraubgewinde, um das Auslaufen der dünnflüssigen Öle zu verhindern. In manchen Kirchen werden die heiligen Öle in einem Schrein in der Nähe des Taufbrunnens aufbewahrt, häufiger aber in der Sakristei. Reste der heiligen Öle des vergangenen Jahres können in der Osternacht im Osterfeuer verbrannt oder ins Sakrarium gegossen werden.
Krankenöl kann in Bedarfsfällen zu beliebiger Zeit auch von Priestern gesegnet werden. Verwendbar ist dann jegliches Pflanzenöl.